# アンジェ大学
アンジェ大学（フランス語: Université Angers）は、フランス西部のアンジェに本部を置く大学。中世大学群に属する。

## 教育
- 法学・経済学及び経営学部
- 文学・言語学及び社会学部
- 観光学部
- 保健学部
- 理学部

## 歴史
11世紀にアンジェ学校として始まり、1337年に大学となった。1364年にはフランス王シャルル5世により大学に関する自治と権利を付与された。

## 協定校一覧

### 日本の協定校
- 公立諏訪東京理科大学